# Kościół Niepokalanego Serca Maryi w Gdyni-Karwinach
Kościół Niepokalanego Serca Maryi w Gdyni – rzymskokatolicki kościół parafialny znajdujący się w Gdyni w dzielnicy Karwiny. Wchodzi w skład dekanatu Gdynia-Orłowo, który należy do archidiecezji gdańskiej.

## Historia[1]
- 1 lipca 1983 - Biskup Marian Przykucki na osiedlu Karwiny ustanowił ośrodek duszpasterski.
- 1 października 1983 - Biskup Przykucki poświęcił krzyż, oraz plac pod budowę kościoła[2].
- 21 czerwca 1984 - Poświęcenie tymczasowej kaplicy i domu mieszkalno-katechetycznego.
- Lipiec 1986 - rozpoczęcie budowy kościoła wg projektu sopockich architektów Włodzimierza Weyny i Jana Chiluty.
- 16 października 1986 - Bp Przykucki poświęcił kamień węgielny pochodzący z rzymskich katakumb, wraz z aktem erekcyjnym, a następnie wmurował go w ścianę prezbiterium.
- 24 maja 1989 - Do kościoła dotarło tabernakulum.
- 1989 - Rozpoczęcie budowy wieży kościoła.
- 6 sierpnia 1994 - Montaż krzyża na wieży kościelnej.
- 18 listopada 1995 - Poświęcono trzy dzwony: Niepokalane Serce Maryi, Jan Paweł II i Juda Tadeusz, odlane w odlewni Skubiszyńskich[3] w Poznaniu.
- 19 maja 1996 - Konsekracja świątyni, której dokonał abp Tadeusz Gocłowski. W jej trakcie parafia otrzymała relikwie św. Piusa X.